# Gigantengrab Taccu ’e Ticci
Das Gigantengrab Taccu ’e Ticci (italienisch Tomba di Giganti Taccu 'e Ticci) liegt in der Nähe des südlichen Randes der gleichnamigen Hochebene bei Seulo in der Provinz Nuoro auf Sardinien.
Die in Sardu „Tumbas de los zigantes“ genannten Bauten sind die größten pränuraghischen Kultanlagen Sardiniens und zählen europaweit zu den spätesten Megalithanlagen. Die 321 bekannten  Gigantengräber sind Monumente der bronzezeitlichen Bonnanaro-Kultur (2200 bis 1600 v. Chr.), die Vorläufer der Nuraghenkultur ist.

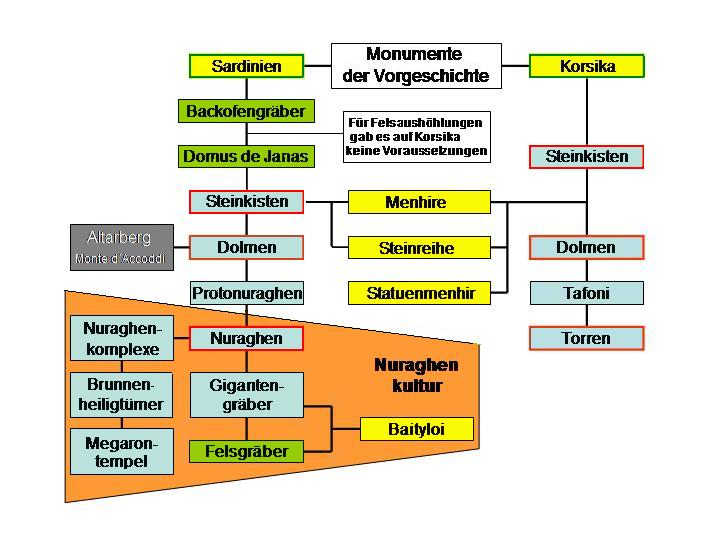
Typenfolge sardischer Megalithen

## Typenfolge
Baulich treten Gigantengräber in zwei Varianten auf. Die Anlagen mit Portalstelen und Exedra gehören zum älteren Typ. Bei den späteren Anlagen besteht die Exedra statt aus monolithischen Stelen, aus einer in der Mitte deutlich erhöhten Quaderfassade aus bearbeiteten, geschichteten Steinblöcken. Das Gigantengrab Taccu ’e Ticci gehört zum jüngeren Typ (mit Quaderfassade).

## Beschreibung
Das Gigantengrab wurde von 2010 bis 2011 ausgegraben und restauriert. Die heute sichtbare Kammer und die Exedra, sind größtenteils das Ergebnis der Restauration, bei der Partien mit Trockenmauerwerk ergänzt wurden.
Zu den Funden gehören Keramik, Spinnwirtel, Stößel, zwei bronzene Dolche und die Überreste von mindestens 140 Personen.